# Historie
Historie (яп. ヒストリエ, Hisutorie, укр. Віхи історії) — японська історична серія манґи, написана та проілюстрована Іваакі Хітосі. З 2003 року манґа публікується в журналі Monthly Afternoon видавництва Kodansha, а станом на червень 2024 року її глави зібрані у 12 томах танкобонів. Манґа розповідає історію Евмена, секретаря та генерала Александра Македонського.
У 2010 році Historie отримав головний приз на 14-му Японському фестивалі медіа-мистецтва, а також 16-ту культурну премію Тедзуки Осаму в 2012 році.

## Сюжет
Дія розгортається у Стародавній Греції в середині 300-х років до н. е. Це вигадана розповідь про життя Евмена, особистого секретаря і полководця Александра Македонського. Історія розповідає про його нелегке життя, від дитинства до зрілого віку. Вирісши в заможній родині в місті-державі Кардії, Евмен був звинувачений у смерті свого прийомного батька і потрапив у рабство. Зрештою, йому вдається втекти і вижити. Незабаром після цього він вирушає в довгу подорож, здобуваючи собі ім'я та визнання на полі бою завдяки своїм знанням, кмітливості та стратегічній вправності.

## Персонажі
Historie зображує багатьох історичних персонажів, які насправді існували в Стародавній Греції та Персії.
ЕвменРозумний юнак з Кардії, якого з дитинства мучить страшний сон про жінку, що вбиває солдатів. Протягом серіалу розкривається багато з його минулого: насправді він скіф, але його усиновив Єронім, коли його власну сім'ю вбили під час набігу грецьких рабів. Після відносно щасливого дитинства в Кардії, події після втечі скіфського раба Фракса призвели до смерті Єроніма та виявлення скіфського походження Евмена, що зробило його рабом. Його продали і відправили до Кардії, але невдовзі раби на кораблі підняли бунт, і корабель затонув під час шторму. Після корабельної аварії Евмен опинився на берегах Пафлагонії, поблизу села Боа, де провів решту свого дитинства, навчаючи його мешканців грецьких звичаїв, ставши тим часом одним із них. Це спокійне життя було перерване, коли на село напала армія найманців із сусіднього грецького міста Тіос. Він відбив напад і вбив ватажка. Пізніше він покинув село і відправився до Кардії, яка перебувала в облозі Філіпа II. Згодом він став учнем Філіпа, коли дізнався, що той вивчає тактику.
ЧаронРаб у домі Єроніма та особистий доглядач Евмена («педагог» у первісному значенні цього слова). Перед від'їздом Евмена з Кардії він дає йому амулет, який належав матері Евмена. У флешбеку з'ясовується, що він, незважаючи на те, що заперечував це перед Евменом, насправді був присутній при смерті матері Евмена, і фактично відповідальний за її падіння, оскільки тримав молодого Евмена в заручниках. Він вирушає до Пірея, де заробляє собі статки як відома людина.
Єронім СтаршийСпочатку здається, що це батько Евмена. Однак згодом з'ясовується, що насправді він усиновив його після того, як під час очолюваного ним набігу на рабів убив усю рідну сім'ю Евмена. Втім, це зробив не сам Єронім, а його підлеглі. Вважається, що його вбив Фракс під час спроби втечі, хоча насправді відповідальність за злочин несе інша людина.
Єронім МолодшийСин Єроніма, який у дитинстві заздрить Евмену через вищий інтелект і здібності Евмена та очевидну прихильність батька до нього. Однак, коли Евмена продають у рабство, виявляється, що більшість відомостей про життя Евмена походить від Єроніма, а це означає, що в глибині душі Єронім справді піклується про Евмена.
ТолмідДруг дитинства Евмена. Коли Евмен повертається до міста, він служить в ополченні Кардії.
СатураМешканка села Боа, спочатку вороже налаштована до Евмена, але з цікавістю ставиться до нього. Коли він починає пристосовуватися до життя в Боа, вони все більше прив'язуються один до одного, навіть коли з'ясовується, що вона вже заручена з наступним головою міста Тіос. Після того, як заручини розриваються через війну, вона стає коханкою Евмена. Однак, щоб врятувати село від знищення, Евмен (коли наступний спадкоємець Тіоса дізнався, що він відповідальний за битву) прикидається, що мав особистий план і зовсім не піклувався про селян, що робить його ворогом, а також відмовляється від Сатури, щоб вона стала нареченою Телемакоса, щоб врятувати життя міста.
ПеріяПодруга дитинства Евмена, яка, здається, спочатку мала до нього почуття. Коли Евмен стає рабом, вона ставиться до нього вороже. Пізніше виходить заміж за сина колісника.
ФраксСкіфський раб. Схоже, що він упізнав Евмена як свого земляка-скіфа. У манзі він виривається на волю і намагається втекти з Кардії, вбиваючи при цьому багатьох міських ополченців і громадян. Під час бійки на ринку він вступає в тісний контакт з Евменом, але не вбиває останнього, що змушує мешканців Кардії підозрювати Евмена. Зрештою, він отримує смертельне поранення, хоча, очевидно, помер лише після того, як спробував кудись прослідкувати за Евменом. І це використали як привід, назвавши його підозрюваним у вбивстві Єроніма Старшого.
ФеогейтонЛихвар, який володіє рабом Фраксом; відомий своїм жорстоким поводженням з рабами. Коли Фракса звільняють від кайданів, що сковують його руки і ноги, його і всю його родину вбивають.
МемнонКомандир грецьких найманців, які працюють на персів, що переслідують Арістотеля. Вперше його бачать в Ассосі, що тоді входила до складу Перської імперії, під час допиту Гермія, тестя Арістотеля, у спробі розшукати філософа.
ГермійТесть Арістотеля, євнух. Вперше його бачать прикутим ланцюгами в Ассосі. Навіть під час інтенсивних допитів він відмовляється говорити щось про Арістотеля.
АрістотельФілософ зі світовим ім'ям. На початку серіалу його переслідує Перська імперія за підозрою у шпигунстві. Разом з одним зі своїх учнів, Каллісфеном, і рабом Віктасом, він вперше зустрічає Евмена біля руїн Трої, коли їм потрібен човен, щоб перетнути Дарданелли. Оскільки Евмен ще не закінчив будувати своє імпровізоване весло, він проводить ніч у таборі, розмовляючи з ним на різні теми, і вражається його розумом. Наступного дня він, Каллісфен та Евмен вчасно тікають від персів і висаджуються в Європі. Згодом всі разом прямують до Кардії (хоча Евмен залишається позаду).

## Публікація
Написана та проілюстрована Іваакі Хітосі, Historie виходить в журналі Monthly Afternoon видавництва Kodansha з 25 січня 2003 року. Перший том вийшов 22 жовтня 2004 року. Станом на червень 2024 року випущено 12 томів.

## Сприйняття
Historie був фіналістом десятої культурної премії Тедзуки Осаму в 2006 році і виграв головний приз на 16-ій церемонії в 2012 році. Манґа також була нагороджена Гран-прі у розділі манґи на 14-му Японському фестивалі медіа-мистецтва у 2010 році.
Газета «Mainichi Shimbun» назвала бачення Іваакі минулого Евмена (яке, з історичної точки зору, є значною мірою загадкою), «сміливим і унікальним». Критик і редактор манґи Джейсон Томпсон заявив, що з точки зору масштабу, амбіцій і сюжету, Historie є шедевром автора.

## Подальше читання
- Sadoshima, Yohei (9 серпня 2015). 未来の『キングダム』を探せ‼︎ 今からでも間に合う１０巻未満の歴史マンガベスト３. Manga Honz (яп.). Honz. Архів оригіналу за 1 квітня 2016.